# Loweia praebleusei
Loweia praebleusei är en fjärilsart som beskrevs av Ruggero Verity 1934. Loweia praebleusei ingår i släktet Loweia och familjen juvelvingar. Inga underarter finns listade i Catalogue of Life.